# Фентиконазол
Фентиконазол — синтетичний протигрибковий препарат, що належить до підгрупи імідазолів класу азолів для місцевого застосування.

## Фармакологічні властивості
Фентиконазол — синтетичний протигрибковий препарат, що належить до класу азолів широкого спектру дії. Препарат має як фунгіцидну, так і фунгістатичну дію, що залежить від концентрації препарату. Механізм дії фентиконазолу полягає в пошкодженні клітинних мембран грибків, порушенні ліпідного обміну та проникності клітинної стінки грибків. До препарату чутливі грибки родів Candida spp, Trichophyton spp., Microsporum spp., Epidermophyton spp. Чутливими до ізоконазолу є також частина грампозитивних бактерій — стафілококи, стрептококи, а також трихомонади.

### Фармакокінетика
Фентиконазол при місцевому застосуванні погано всмоктується через шкіру та слизову оболонку вагіни, системне всмоктування препарату мінімальне. Фентиконазол не створює високих концентрацій у крові, при тривалому застосуванні може не визначатись в крові. Системний метаболізм та виведення з організму препарату не досліджено.

## Показання до застосування
Фентиконазол застосовується при грибкових інфекціях вагіни, зовнішніх статевих органів, змішаних інфекціях слизових оболонок статевих шляхів та вагінальному трихомоніазі.

## Побічна дія
При застосуванні фентиконазолу рідко спостерігаються наступні побічні ефекти: почервоніння або відчуття припікання у місці застосування, місцеві алергічні реакції.

## Протипокази
Фентиконазол протипоказаний при підвищеній чутливості до імідазолів та у І триместрі вагітності.

## Форми випуску
Фентиконазол випускається у вигляді 2% крему по 20 г для зовнішнього застосування та у вигляді вагінальних капсул по 0,2 та 0,6 г.